# 榛名酪農業協同組合連合会
榛名酪農業協同組合連合会（はるならくのうぎょうきょうどうくみあい、英: HARUNA DAIRY COOPERATIVES）は、群馬県高崎市小八木町に本所を置く酪農専門農協である。通称「榛名酪連」。

## 概要
群馬県では「榛名牛乳」の名で通っており、「榛名牛乳」をはじめとして、乳飲料、飲むヨーグルト、ヨーグルト、ゼリーなどを製造し、自社製品を製造するほか、スーパー各社のプライベートブランドの製造も手掛けている。
製造された商品は販売会社である榛名直販株式会社が各スーパーや商社に販売している。
2025年3月には所属していた酪農家がぐんま酪農業協同組合の所属となった。